# Виллемс, Габриэлла
Габриэлла Виллемс (нидерл. Gabriella Willems; род. 1 июля 1997, Льеж, Валлония) — бельгийская дзюдоистка, бронзовый призёр Олимпийских игр 2024 года.

## Биография
Виллемс выросла в Бархоне, в провинция Льеж, в Бельгии. Её отец эмигрировал из региона Венеция, Италии, чтобы работать на бельгийских угольных шахтах. Габриэлла посещала начальную школу в Вервье, где пробовала свои силы в гимнастике, плавании, каратэ и танцах. В возрасте 6 лет переключилась на дзюдо и присоединилась к любительскому клубу J.C. Andrimont в Дисоне.
Виллемс состоит в отношениях с итальянским дзюдоистом Кристианом Парлати. Пара живет в Неаполе, где оба тренируются в своём клубе Nippon.

## Спортивная карьера
Габриэлла Виллемс борется в весовой категории до 70 килограммов и представляет Бельгию на международной спортивной арене.
В 2020 году впервые в карьере сумела завоевать серебряную медаль на турнире Большого шлема в Дюссельдорфе. В 2021 году был подиум в Тбилиси, в 2022 два подиума в Абу-Даби и Баку, в 2023 году один подиум в Тель-Авиве.
На летних Олимпийских играх 2024 года в Париже Габриэлла завоевала бронзовую медаль в весовой категории до 70 кг. В схватке за третье мест она победила дзюдоистку из Нидерландов Санне Ван Дейк.